# Leptopelis parkeri
Leptopelis parkeri är en groddjursart som beskrevs av Barbour och Arthur Loveridge 1928. Leptopelis parkeri ingår i släktet Leptopelis och familjen Arthroleptidae. IUCN kategoriserar arten globalt som sårbar. Inga underarter finns listade i Catalogue of Life.